# دراگون کوئست ۲
دراگون کوئست ۲ (انگلیسی: Dragon Quest II) یک بازی ویدئویی نقش‌آفرینی تک‌نفره برای سکوهای سیستم سرگرمی نینتندو، ام‌اس‌ایکس، ام‌اس‌ایکس۲، سوپر فمیکام، گیم بوی کالر (سازگار با گیم بوی)، تلفن‌های همراه، وی، اندروید، آی‌اواس می‌باشد که توسط چان سافت توسعه و انیکس، اسکوئر انیکس نشر پیدا کرده است.